# Kurtsuyu, Düzce
Kurtsuyu là một xã thuộc thành phố Düzce, tỉnh Düzce, Thổ Nhĩ Kỳ. Dân số thời điểm năm 2010 là 556 người.